# Высшая национальная школа агрономии

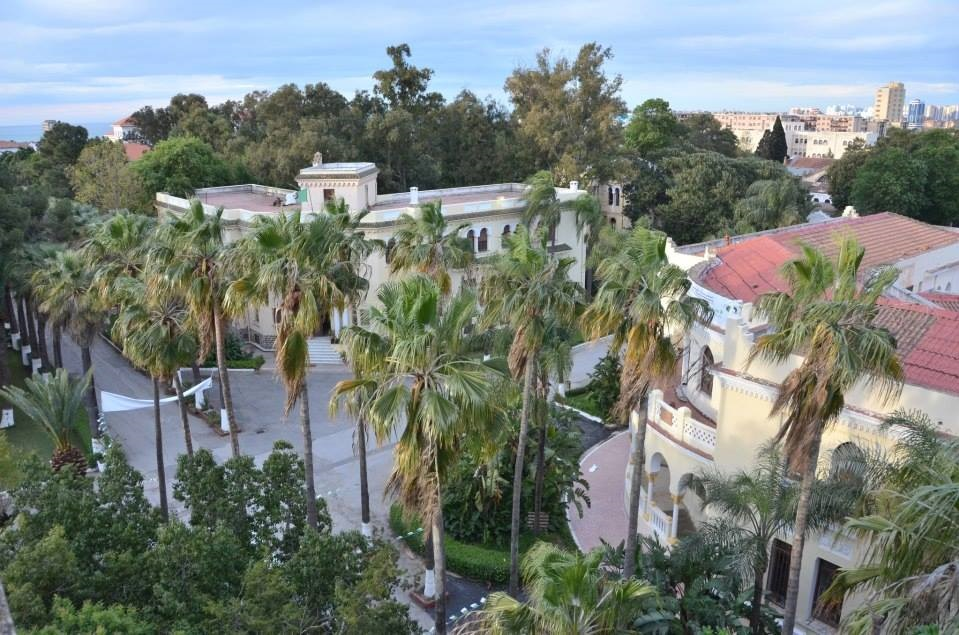
Вид Высшей национальной агрономической школы сверху (2015)

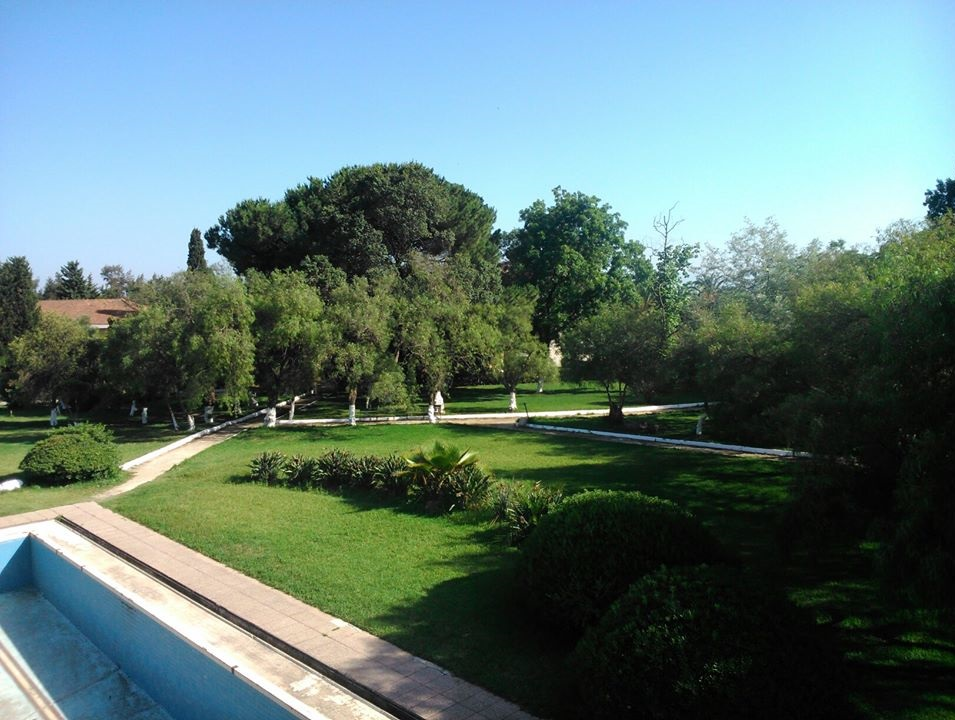
Вид Высшей национальной агрономической школы (2015)

Высшая национальная школа агрономии (араб. المدرسة الوطنية العليا للفلاحة‎) — единственное учебное заведение в Алжире, которое готовит инженеров сельскохозяйственного производства. Основана в 1905 году и является старейшим высшим учебным заведением страны. Находится в городе Алжире.
Высшая национальная агрономическая школа (ENSA) предлагает курсы и программы высшего образования, дающие право на получение дипломов государственного инженера, магистра, доктора наук.

## История
В октябре 1905 года открывается впервые как Сельскохозяйственная Алжирская школа. 28 февраля 1921 года меняет своё название на Сельскохозяйственный институт Алжира.
Согласно закону Франции от 22 мая 1946 года строительство дома «Maison Carree» (в настоящее время в Эль-Харраше построено пять таких домов) было приравнено к другим иностранным операциям мегаполисов, таким как строительство сельскохозяйственных школ в Монпелье, Ренне и Гриньоне. Национальная школа сельского хозяйства Алжира — это новое имя присвоено учреждению 15 марта 1947 года.
В 1968 году учебное заведение приобретает новое имя — Национальный институт агрономии. Целью института является подготовка агротехников, которые после 4 лет обучения были бы готовы стать руководителями в области сельского хозяйства и возглавить развитие сельских районов. С 1977 года продолжительность обучения для получения диплома инженера увеличена до 5 лет. Институт перешёл в подчинение Министерства высшего образования и научных исследований (M.E.S.R.S). В 2005 году учреждение расширяет свою территорию.
В соответствии с Указом 2005 года школа получила имя, которое носит и в настоящее время — Высшая национальная школа агрономии (фр. École Nationale Supérieure Agronomique — E.N.S.A).

## Приём
Студентам Высшей национальной агрономической школы необходимо иметь степень бакалавра, чтобы продолжить обучение по следующим направлениям:
- Бакалавриат: естественные науки;
- Бакалавриат: математика;
- Бакалавриат: математическое и инженерное.

Средний балл для поступления в школу определяется Министерством высшего образования и научных исследований Алжира.

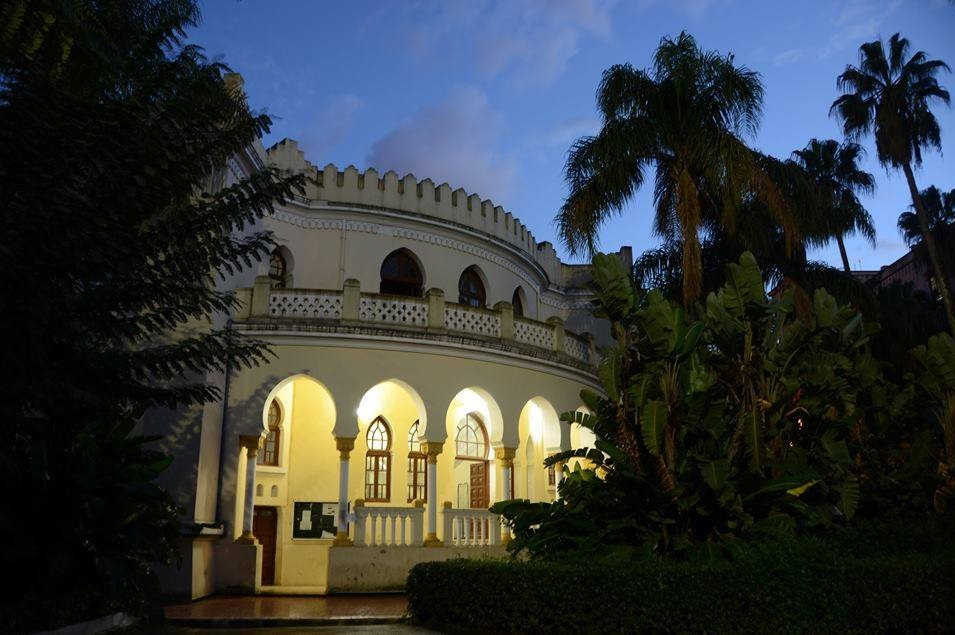
Департамент Науки Растений(2015)

## Преподавательский состав

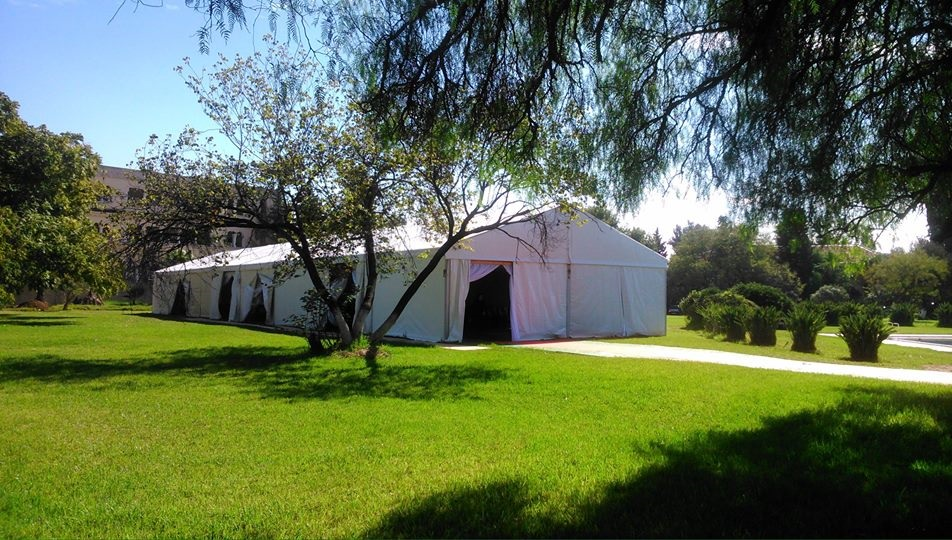
Всемирный день продовольствия в высшей Национальной Агрономической школе (2015)

В Высшей национальной агрономической школе  170 преподавателей и исследователей (данные на 2012 год). Школа имеет девять кафедр по 15 специальностям:
1. Отделение наук о растениях: фитопатология[2]
2. Кафедра экономики сельского хозяйства: АПК Управление + экономика сельского хозяйства и сельской экономики[3]
3. Кафедра лесное хозяйство: лесное хозяйство + Охрана природы[4]
4. Кафедра сельскохозяйственного машиностроения: предоставление воды + сельскохозяйственной техники и сельскохозяйственных машин[5]
5. Кафедра почвоведение: почвоведение[6]
6. Кафедра пищевых технологий: пищевая промышленность + технологии и питании человека[7]
7. Кафедра зоотехнии: животноводство[8]
8. Кафедра растениеводства науки: завод производства[9]
9. Департамент сельскохозяйственной и лесной зоологии: Защита растений + сельскохозяйственной и лесной Энтомологии[10]

## Учебный план
Пять лет обучения являются обязательными для специальности государственного инженера: три года общего базового образования, касающегося различных сельскохозяйственных наук, и два года специального образования («майор»). После трех лет базового образования студенты выбирают факультет и продолжают учебу. 

### С первого по третий год
Учебная программа начинается с междисциплинарных курсов, все курсы являются обязательными для изучения, факультативных курсов нет.
В рамках курса студенты должны выполнить различные виды работ:
- Посещение занятий, предусмотренных курсом.
- Чтение и изучение литературы, входящей в программу курса.
- Обсуждение прочитанного материала.
- Выполнение небольших и объемных работ на основании изучаемой литературы, написание библиотечных исследований.
- Выполнение домашних работ, решение задач.
- Выполнение лабораторных работ.
- Сдача тестов и экзаменов.

### С четвертого на пятый год
После окончания трехлетнего базового курса, на четвёртый год обучения студенты должны выбрать один из специализированных факультетов школы ("майор"), который ориентирован на определенную дисциплину, или иногда на междисциплинарный предмет. Пятый год обучения заканчивается исследовательской стажировкой (от 6 до 10 месяцев).
В Алжире государственная инженерная степень (фр. "diplôme d'Ingénieur d'Etat») также является эквивалентом степени магистра. Диплом признается комиссией по аттестации и аккредитации вузов в области инженерии для того, чтобы предоставить Алжирским Национальным школам право присваивать государственную инженерную степень для повышения качества инженерного образования, а также содействия развитию инженерных учебных программ и карьеры в Алжире и за рубежом.
Обладатели диплома государственного инженера (5 лет обучения) имеют возможность получить степень магистра помимо диплома государственного инженера, поскольку эти степени эквивалентны дипломам после прохождения дополнительной углублённой программы, которая длится не менее 200 часов. Обучение организовано по курсам. Каждому курсу присваивается определённый коэффициент или кредит.
Обладатели степени магистра Высшей национальной агрономической школы могут подать заявление на продолжение обучения в докторантуре (Licence Master Doctorat).

## Система оценок
Шкала оценок школы обычно находится в диапазоне от 0 (худшее) до 20 (лучшее).
Оценка 10/20 достаточна для признания прохождения курсов действительным.
Общий среднегодовой бал 10/20 достаточно для прохождения на следующий год, даже если оценка ниже 10/20. За исключением случаев, когда оценка по отдельным курсам ниже 5/20, это означает, что студенту необходимо повторно пройти курсы ниже 5/20, чтобы подтвердить свою квалификацию и быть зачисленным в учебную программу этого года, даже если средний годовой балл составляет 10/20. 
| Класс         | Описание класса     | Oценка | Примечания                                                                                           |
| ------------- | ------------------- | ------ | --- |
| 15.00 — 20.00 | (Очень Хорошо)      | А+     | |
| 13.00 — 14.99 | (Хорошо)            | А      | |
| 12.00 — 12.99 | (Достаточно Хорошо) | B+     | |
| 11.00 — 11.99 | (Удовлетворительно) | B      | |
| 10.00 — 10.99 | (Достаточно)        | С      | |
| 0.00 — 9.99   | (Недостаточно)      | F      | Зачет может быть выдан за оценки ниже 10,0, если общий средний балл за год составляет 10,0 или выше. |

## Рейтинг
В 2016 году, по данным рейтинга веб-университетов, Высшая национальная агрономическая школа находится на 38-м месте в национальном рейтинге ВУЗов, на 2-м месте в качестве сельскохозяйственного училища в североафриканском регионе и на 119-м месте среди высших учебных заведений Северной Африки.Занимает 265 место в списке университетов арабских странах.
| Место в стране | Место в Северной Африки | Место в Арабских странах |
| -------------- | ----------------------- | ------------------------ |
| 38             | 119                     | 265                      |